# Az Amerikai Egyesült Államok Tengerészgyalogsága
Az Amerikai Egyesült Államok Tengerészgyalogsága (angolul: United States Marine Corps, vagy rövidítve USMC) az amerikai fegyveres erők egyik haderőneme a négyből, Haditengerészetük szárazföldön bevethető csapatokkal rendelkező „kvázi” ága, mely csapatokat a Haditengerészet hajóegységei szállítanak, gyors szárazföldi telepítésükről a kombinált erejű csapásmérő kötelékek (combined-arms task forces, Marine Air-Ground Task Forces) gondoskodnak. Önálló haderőnemi parancsnoksággal és repülőcsapatokkal rendelkezik, mégis az Amerikai Egyesült Államok Haditengerészeti Hivatalának (United States Department of the Navy) része. Ezért a tengerészeti erőkkel szoros együttműködésben áll mind kiképzés, mind logisztikai téren, de mégis egy önálló katonai szervezet. Egyike az Egyesült Államok nyolc egyenruhás szolgálatának.
Alapítása Samuel Nicholas százados nevéhez fűződik, aki megszervezte a Kontinentális Tengerészgyalogság (Continental Marines) első két zászlóalját, hivatalosan 1775. november 10-én alakultak meg Philadelphiában mint tengerészeti gyalogság. Ettől kezdve az MC folyamatosan alakította az amerikai külpolitikát és katonai doktrínájukat. Az összes amerikai fegyveres konfliktusban részt vállalt, előtérbe a 20. században került, mikor is a kétjáratú hadviselés előrelátónak bizonyult és létfontosságú eleme lett a második világháború csendes-óceáni hadjáratainak.
A század közepére doktrínavezető, meghatározó résztvevőjévé vált a kétjáratú hadviselésnek. Külszolgálati krízisekben példát mutatott gyors reagáló képességével, jelentős mértékben járult hozzá az amerikai külpolitika nemzetközi elismertetésében.
Mégis, 2013-ra az Amerikai Tengerészgyalogság mindössze 195 ezer aktív és 40 ezer tartalékos szolgálatú katonát foglalt magába, melynek magyarázata a rendkívül szigorú válogatás és kiképzés, ezzel a legkisebb létszámú amerikai fegyveres erő az amerikai Védelmi Minisztériumban (DoD) (az Amerikai Parti Őrség mindössze egyötöde a USMC-nek azonban ez nem kimondottan katonai szervezet). Az MC mindazonáltal még így is nagyobb erőt képvisel mint más jelentős országok haderői; nagyobb mint a Brit Hadsereg aktív létszáma, illetve nagyobb a teljes Izraeli Haderőnél is.

## Alakulatai
27 tengerészgyalogos zászlóalj
12 könnyű tengerészgyalogos század
2 harckocsi-zászlóalj
3 tüzér ezred
5 légvédelmi rakétaosztály
Tengerészgyalogos légierő
17 vadászrepülő-század: F/A–18 Hornet
6 vadászbombázó-század: Harrier II
4 elektronikai harcszázad: EA–6B Prowler
3 szállítószázad: C–130 Hercules
2 harci század: CH–46 Sea Knight
9 nehéz szállítószázad: CH–53E Super Stallion
6 könnyű vegyes helikopterszázad: UH–1 Iroquois és AH–1 Cobra

### Tartalék alakulatok
3 vadászrepülő-század: F/A–18 Hornet
2 utántöltő század: C–130 Hercules
2 helikopterszázad: UH–1 Iroquois
2 szállító helikopterszázad: CH–46 Sea Knight
2 nehéz szállítószázad: CH–53E Super Stallion
2 harci helikopter-század: AH–1 Cobra

## Támaszpontok

### Tengerészgyalogsági támaszpontok
- Marine Corps Base Camp Pendleton; Oceanside, Kalifornia
- Marine Corps Air Ground Combat Center Twentynine Palms; Twentynine Palms, Kalifornia
- Marine Corps Logistics Base Barstow; Barstow, Kalifornia
- Marine Corps Recruit Depot San Diego; San Diego, Kalifornia
- Mountain Warfare Training Center; Bridgeport, Kalifornia
- Marine Corps Logistics Base Albany; Albany, Georgia
- Marine Corps Base Hawaii; Kāne'ohe Bay, Hawaii
- Marine Corps Base Camp Lejeune; Jacksonville, Észak-Karolina
- Marine Corps Recruit Depot Parris Island; Beaufort, Dél-Karolina
- Marine Corps Base Quantico; Quantico, Virginia
- Henderson Hall; Arlington, Virginia
- Marine Barracks, Washington, D.C.; Washington D.C.

### Tengerészgyalogsági légi támaszpontok
- Marine Corps Air Station Yuma; Yuma, Arizona
- Marine Corps Air Station Miramar; Miramar, Kalifornia
- Marine Corps Air Station Camp Pendleton; Oceanside, Kalifornia
- Marine Corps Air Station Kaneohe Bay; Kāne'ohe Bay, Hawaii
- Marine Corps Air Station Cherry Point; Havelock, Észak-Karolina
- Marine Corps Air Station New River; Jacksonville, Észak-Karolina
- Marine Corps Air Station Beaufort; Beaufort, Dél-Karolina

További érdekesség, hogy Tengerészgyalogosok védik az USA valamennyi nagykövetségét, a világ minden
pontján.
A Tengerészgyalogság eszközállománya:
420 db M777
20 db HIMARS
280 db M101 tarack (Ez egy második világháborús tarack, de korszerűsített, modernizált változatát mind a mai napig használják, igaz már csak a tartalék tüzérségi alakulatoknál.)
140 db M109
500 db M252
44 db KC-130
200 db CH-46
82 db UH–1 Iroquois
92 db AH–1 Cobra
Tartalék tengerészgyalogos légierő:
24 db C–130 Hercules
24 db UH–1 Iroquois és
24 db CH–46 Sea Knight
24 db CH–53E Super Stallion
24 db AH–1 Cobra
A tengeri levegő-föld expedíciós hadtestekből 3 van. Ezeket altábornagyok vezetik
1. tengeri expedíciós hadtest: Állomás helye: Kalifornia: ide tartozik: 1. tengeri expedíciós dandárcsoport, valamint a 11. 13. 15. tengeri expedíciós egység (meu), de ide tartozik ezen kívül egy 19.000 fős tengerészgyalogos hadosztály, 3. tengerészgyalogos légi hadsereg az áll: 6 tengerészgyalogos repülődandár harccsoport: ebbe tartozik: 11. tengerészgyalogos repülőezred: ami a következőkből áll: 2 századnyi F/A-18 A ++ , 2 századnyi F/A-18 C, egy század F/A-18 D és 1 század KC-130 (Egy században 12 gép van a vadászbombázók esetében, a KC-130-asok esetében pedig 6 gép van egy században.; 13. tengerészgyalogos repülőezred az áll: 3 AV-8B század és 1 F-35B század; 16. repülőezred az áll: 5 repülőszázad V-22 Osprey gépekkel és 4 CH-53 századdal (A MEU-nál írtak mutatják meg hogy hány gép van egy században.); 39. repülőezred az áll: 5 vegyes repülőszázad AH-1 és UH-1 helikopterekkel, illetve 2 CH-46 repülőszázad; a 38. repülőezred az áll: egy légvédelmi századból és 4 pilóta nélküli repülőszázadból: ezek RQ-7-eseket valamint Scan Eagle-ket használnak. Ezen kívül még van egy dandár létszámú légiparancsnokság.

A tengerészgyalogság USMC egyik szervezeti egysége az expedíciós tengerészgyalogos dandár. Ennek létszáma 10.500-14.500 között váltakozhat. Általában egy dandár tábornok vezeti. Vagy eggyel magasabb rangú, vagyis vezérőrnagy. 7 partraszállító hajóból álló flotta szállítja őket:
2 db Wasp osztály
1 db Tarawa osztály
2 db Whidbey osztály
2 db Anchoridge osztály
2 db Austin osztály
Plusz a kísérő hajóik:
3 db Ticonderoga osztályú cirkáló
6 db Arleigh Burke osztályú romboló ezeket Zumwalt osztály váltja
3 db Los Angeles osztályú nukleáris meghajtású vadász tengeralattjáró, ezeket Virginia osztályú tengeralattjárók váltják.
1-3 db ellátó hajó Pl.: Algol osztály
Néha egy hordozó kötelék is csatlakozik hozzájuk, ahonnan a tengerészgyalogság F/A-18-as gépi és a Prowlerek felszállnak.
Egy hordozó kötelék a következőkből áll:
1 Nimitz osztályú hordozó: ezen egy hordozó fedélzeti repülő ezred állomásozik, ami a következőkből áll:
4 vadászbombázó repülőszázad egyenként 10 vagy 12 géppel. Ezek F/A-18 hornet gépeket alkalmaznak A 4 századból maximum csak 3 alkalmazhat együléses C és E változatokat. A 4 századból egynél csak kétüléses, D vagy F változatok lehetnek. Minden ezredben kell hogy legyen egy olyan tengerészgyalogos repülőszázad ami F/A-18-ast repüli. Tehát a következőket kombinálják ennél a 4 századnál: Tengerészgyalogos F/A-18C vagy D, Haditengerészeti F/A-18 C, E, D vagy F, illetve 10 vagy 12 gép van egy században. De ha a tengerészgyalogos dandár légi támogatása a feladat akkor 2 tengerészgyalogos repülőszázad repüli az F/A-18-at a 4-ből. Ezen kívül minden hordozón kell hogy legyen egy század ami F/A-18 Super Horneteket használ.
1 elektronikai harcászattal foglalkozó század: ez a század 5 db EA-18G Growlert alkalmaz. Viszont ha az expedíciós tengerészgyalogos dandár légi támogatása a feladat, akkor a Growlerek helyet 5 db Prowler állomásozik a hajón. Ekkor vagy az USA-ban hagyják a Growlereket, vagy két elektronikai harcszázad települ a hordozóra. Ezért viszik le a ilyenkor a vadászbombázó századokban az F/A-18-ak számát 12-ről 10-re. Vagy megnövelik a repülő ezred méretét, és mindkét elektronikai harcászati típust viszik, és megtartják a vadászbombázó századokat is 12 gépes századoknak. Azt hogy a repülőezredben hány vadász gép van, elektronikai harcászati gép, azt hogy csak az USN adja a vadászbombázókat, vagy az USMC is, az hogy csak C, D gépek repülnek és/vagy E, F gépek is az attól függ, hogy mit igényel a feladat induláskor. Amin nem csak az USA partjainál, hanem távolabb is változtatják áttelepüléssel. Pl.: ha két tengerészgyalogos F/A-18 századra van szükség, de csak eggyel futottak ki, akkor többszöri leszállással, légiutántöltő gépek segítségével áttelepül a szóban forgó század egy baráti és/vagy szövetséges országba, és a hordozó menet közben veszi fel az egész USMC századot, míg az USN század ilymódon hazatelepül. Ez a módszer, hála a légierő utántöltőinek, az egész világot behálózó USN, USAF, USMC támaszpont-hálózatnak, páratlan rugalmasságot tesz lehetővé.
1 légtérellenőrző repülőszázad 4 db E-2 Hawkey-vel.
1 szállító repülőszázad 2-5 db C-2 Greyhonddal. Ez is rugalmasan alkalmazható, feladatra szabható.
1-2 helikopter század. Ezek MH-60 Seahawkal repülnek. A küldetéstől függ hogy egy század települ 3, 5 vagy 6 géppel. Vagy 2 század települ 8, 11, 12, 19 géppel. Mindegyik variáció lehetséges, és hála a légierő C-17-es és C-5-ös légi flottájának és a helikopterek légi utántölthetőségének, valamint annak hogy bizonyos C-130-sok, V-22-esk, CH-53-ok képesek helikoptereket után tölteni a levegőben, így a Seehawkok számát is nagy rugalmassággal képesek alakítani.
A hordozó repülőgép kísérete:
1-2 Ticonderoga osztályú cirkáló
1 romboló hajóraj. Ebben 2-10 Arleigh Burke osztályú romboló is lehet. Ezeket a hajókat idővel Zumwalt osztályú rombolók fogják teljesen felváltani, de csak évtizedek múlva fogják mindegyik köteléknél, tehát a hordozó csoportnál és a kétéltű közös harccsoportnál felváltani a Zumwalt osztály az Arleight Burke osztályt
1-2 tengeralattjáró. Jelenleg még Los-Angeles osztály, bár már elkezdték leváltani őket a Virginia osztályú tengeralattjárókkal.
1 kombinált ellátó hajó. Ez a hajó élelmet, fegyvert, vizet, illetve két különböző üzemanyagot szállít. Az egyiket a hajóknak, a másikat a légi járműveknek, illetve egyéb ellátmányt is szállít. Egyéb ellátmány alatt alkatrészt értek, emberi vért a műtétekhez, orvosi berendezéseket, nem sürgős leveleket ruhát vagy egyéb dolgot értek.
Ha nem csatlakozik hozzájuk hordozó csoport akkor szárazföldi bázisokról üzemelnek az F/A-18-asok és a Prowlerek, akárcsak a 2 db P-3 Orion (ezeket P–8 Poseidon gépek fogják váltani) és a KC-130-asok.
Négy részből áll:
Egy vezetői részből: ez az elem áll:
1 személyzeti ügyek intézéssel és irányítással foglalkozó zászlóaljból
1 Hírközlési zászlóalj
1 Hírszerző zászlóalj
1 Rendészeti zászlóalj
1 Rádiós zászlóalj
1 összekötő zászlóalj. Ennek feladata összeköttetés létesítése és biztosítása a szárazföldi haderő, a légierő, a haditengerészet különböző alakulataival a hadműveleti zónában, illetve a telepítési helyen. A 2003-as Iraki háború során egy A-10-es véletlenül végzett 18 tengerészgyalogossal. Ezután hozták létre az ilyen alakulatokat
1 Felderítő és ejtőernyős zászlóalj
Egy szárazföldi elemből:
egy megerősített gyalogezredből, ami áll 3 zászlóaljból. Ez az ezred a következő eszközökkel rendelkezik:
48 db kétéltű harcjármű melynek típusa: AAV-7A1 egy századba szervezve
27 db LAV–25 egy századba szervezve
14 db M1 Abrams egy megerősített harckocsi századba szervezve
2 db M88 általános műszaki mentő jármű
2 db átalakított M1 Abrams harckocsi az M1-esek műszaki mentésére
24 db M777, ami egy tüzérzászlóaljba lett szervezve. Ez a zászlóalj 4 ütegből áll. Mindegyik ütegben van 6 löveg
24 db M252-es 81 mm-es aknavető
27 db M224-es 60 mm-es aknavető
24 db TOW páncéltörő rakéta
24 db Javelin indító
18 db 40 mm-es automata gránát vető
18 db 12,7 mm-e M2-es
54 db 7,62 mm-es géppuska M240-es
243 db 5,56 mm-es géppuska M249-es
5 db M9 buldózer
15 db Cougar páncélozott harcjármű
1 db dömper
4 db traktor
4 db HEMTT teherszállító jármű
7 db 500 gallon vizet tartalmazó tartály
63 db HMMWV
3 db földgyalu
Egy légi elemből: A légi elem a következőket tartalmazza:
3 vadászbombázó repülőszázad. Századonként 15 db AV-8B Harrier. Így összesen 45 db Harrier
2 vadász/vadászbombázó repülőszázad. Századonként 12 F/A-18 Hornet. Így összesen 24 db Hornet
1 elektronikai harcászati repülőszázad 5 db Prowlerrel
1 szállító/légi utántöltő század 6 db KC-130-as szállító és légiutántöltő repülőgéppel
2 nehéz szállító helikopter század. Századonként 16 Super Stallionnal. Így összesen 32 db Super Stallion
4 közepes szállító helikopter század. Századonként 12 db Seakneith, vagy V-22 Ospry. Így összesen 48 db Seakneight, vagy Ospry
2 vegyes harci felderítő repülőszázad. Összesen 18 db AH-1 Cobra és 9 db UH-1 egyenlően elosztva a két alakulat között. Vagyis mind a két helikopter században van 9 db Cobra és 4 db UH-1-es. A 9. helikopter az alakulatot vezető dandártábornoknak van alárendelve.
45 db Stinger tipusú légvédelmi rakéta
1 repülőgép karbantartó század akik a harctéren végeznek karbantartást.
1 utánpótlás század: ők szerzik be a rakétákat, bombákat, üzemanyagot illetve a meglévő készletet tartják nyilván
1 vegyes száza: ez 4 rajból áll:
1 kommunikációs raj. Legyen rádiós, műhold vagy egyéb, az ő feladatuk biztosítani a kommunikációt, mind a dandáron belül, mind más alakulatokkal, mind más fegyvernemekkel Pl.: másik dandár, vagy USAF
1 légi irányító raj. Ők adják ki a parancsokat az összes századnak a légi elemnél, ők szervezik meg a légi hadműveleteket
1 koordináló raj. Ők koordinálják a Stingereket és a vadászgépeket hogy jobb legyen a légvédelem. Ők koordinálják a közeli légi támogatást a tüzérséggel, hogy a csapatok támogatása hatékonyabb legyen, emellett megszervezik az utánpótlás szállítását légi úton, és az elektronikai zavarást is ők szervezik.
1 légi irányító raj. Ők a hajóknál, bázisokon végzik a légi irányítást, hogy megelőzzék a baleseteket, leszállási engedélyt is ők adnak. A légi felderítés, a radarok is ő hozzájuk tartozik. Akárcsak a légtér felügyelet, Legyen akár civil akár katonai a légi forgalom.
Egy logisztikai elemből: ez egy logisztikai zászlóalj:
az eszköz állománya a következőből áll:
116 db targonca
9 db víztisztító
75 db 7 tonnás teherautó
44 db 100 kw-os generátor
2 db 600 gallonos üzemanyag rendszer
1 közepes gerenda híd
6 db daru:
1 db 30 tonnás teherbírású
5 db 7,5 tonnás teherbírású
Jelenleg 7 ilyen expedíciós dandárral rendelkezik az USMC:
- 1. Tengeri kétéltű expedíciós dandár állomáshelye most:Hawaii Tevékenységi területe: Csendes-Óceán Vezetőjének rangja: Dandártábornok
- 2. Tengeri kétéltű expedíciós dandár állomáshelye most: Afganisztán Tevékenységi területe: Európa, Közép- és Dél-Amerika Vezetőjének rangja: Dandártábornok.
- 3. Tengeri kétéltű expedíciós dandár állomáshelye most Okinava: Tevékenységi területe: Távol-Kelet Vezetőjének rangja: Dandártábornok
- 4. Tengeri kétéltű expedíciós dandár (Anti-terrorista) Azért antiterrorista, mert ez az alakulat több évtizedig inaktív volt és a 2001. Szeptember 11.-én történtekre válaszul újra aktiválták az alakulatot 2001. október 29-én. Ennek az alakulatnak kifejezetten a terrorizmus elleni harc a feladata. Mottója: "Egy új valóság" állomáshelye most: Észak-Karolina Tevékenységi területe: Most Afganisztán, de ha a mindenkori amerikai Elnök engedélyezi a szárazföldi hadműveleteket az ISIS ellen akkor ők vannak kijelölve elsődleges támadó erőnek a szárazföldi hadműveleteknél is. Ők az első támadó hullám, az ék a támadásban. Persze csak ha az Elnök jóváhagyja a szárazföldi műveleteket. Vezetőjének rangja: Vezérőrnagy. Azért mert más alakulatokat is vezényelnének hozzá szükség esetén.
- 5. Tengeri kétéltű expedíciós dandár állomáshelye most: Bahrein Tevékenységi területe: Közel-Kelet Vezetőjének rangja: Dandártábornok

tengerészgyalogos expedíciós egység:
Tengeri levegő-földi kombinált harccsoport.
Fel van szerelve:
5 db M1A1 harckocsi
25 db LAV–25 lövészpáncélos
15 db Cougar páncélozott harcjármű
8 db M777 tarack
8 db M252 aknavető
8 db BGM–71 TOW páncéltörő rakéta
8 db FGM–148 Javelin páncéltörő rakéta
8 db AH–1 Cobra harci helikopter
3-4 db UH-1 Iroquois Többcélú szállító helikopter
12 db CH–46 Sea Knight közepes teherszállító helikopter (Megjegyzés: V–22 Osprey V/STOL csapatszállító konvertiplán fogja felváltani
4 db V–22 Osprey V/STOL csapatszállító konvertiplán
4-9 db CH–53E Super Stallion nehéz szállítóhelikopter
6 db AV-8B Harrier II Harcászati vadászbombázó repülőgép
2 db KC-130 Légi utántöltő/Közepes szállító repülőgép Megjegyzés: az Egyesült Államok területéről végeznek szállítási feladatokat.)
8 db MQ-8
5 db Skylark I.
2 db targonca
3 db buldózer
1 db dömper
4 db traktor
4 db HEMTT teherszállító jármű
1-3 db víztisztító berendezés melyből 1 db óránként 4000 liter vizet képes megtisztítani akár vegyi, biológia, nuklearis szennyezéstől a speciális mikroszkopikus szűrők segítségével. Sívatagi éghajlati körülmények között is képes 1500 ember napi folyadékszükségletétt biztosítani.
7 db 500 gallon vizet tartalmazó tartály
63 db HMMWV
68 db teherautó 7,5 tonnás
4 db 100 kw-os generátor
1 db 600 gallonos üzemanyag rendszer
1 db közepes gerendahíd
3 darab darú:
1 db 30 tonnás
2 db 7,5 tonnás
1 db földgyalú
Szervezet:
földi harc elem: 1200 fő
felderítő szakasz: 350 fő
Repülési harci elem: 600 fő
Logisztikai elem: 300 fő
Vezetési elem: 200 fő
Az expedíciós csapásmérő csoport az áll:
Három kétéltű hajó, akik szállítják a csapatokat és berendezések Pl.: Wasp-osztály és Whidbey Island dokkhajóosztály és kíséri egy irányított rakétás cirkáló (CG) és kettő irányított rakétás romboló (DDG) és egy tengeralattjáró (SSN) támogatása, és egy ellátó hajó. Pl.: Algol osztály, valamint 1 db P-3 Orion (ezeket P-8 Poseidonok váltják)

### A MEU-k telepítési helyei
Működési körzetük: Csendes-óceán, Indiai-óceán és a Perzsa-öböl
| Hivatalos név                 | Jelvény | Parancsnokság                                |
| ----------------------------- | ------- | -------------------------------------------- |
| 11. tengeri expedíciós egység |         | Marine Corps Base Camp Pendleton, California |
| 13. tengeri expedíciós egység |         | Marine Corps Base Camp Pendleton, California |
| 15. tengeri expedíciós egység |         | Marine Corps Base Camp Pendleton, California |

Működési körzetük: Atlanti-óceán és Földközi-tenger
| Hivatalos név                 | Jelvény | Parancsnokság                                  |
| ----------------------------- | ------- | ---------------------------------------------- |
| 22. tengeri expedíciós egység |         | Marine Corps Base Camp Lejeune, Észak-Karolina |
| 24. tengeri expedíciós egység |         | Marine Corps Base Camp Lejeune, Észak-Karolina |
| 26. tengeri expedíciós egység |         | Marine Corps Base Camp Lejeune, Észak-Karolina |

Működési körzete: Távol-Kelet
| Hivatalos név                 | Jelvény | Parancsnokság                                             |
| ----------------------------- | ------- | --------------------------------------------------------- |
| 31. tengeri expedíciós egység |         | Marine Corps Base Camp Smedley D. Butler, Okinawa , Japán |

## Fordítás
- Ez a szócikk részben vagy egészben  az   United States Marine Corps című angol Wikipédia-szócikk ezen változatának fordításán alapul.  Az eredeti cikk szerkesztőit annak laptörténete sorolja fel. Ez a jelzés csupán a megfogalmazás eredetét és a szerzői jogokat jelzi, nem szolgál a cikkben szereplő információk forrásmegjelöléseként.